# 汪见虹
汪见虹（1963年9月12日—），中国河南省洛阳市人，中国棋院围棋职业九段棋手。他于1974年开始学习围棋，师从河南著名棋手陈岱，1982年被中国围棋协会授予四段，1996年升为九段。他曾于1989年获得全国围棋个人赛男子组冠军。1997年开办汪见虹围棋俱乐部，致力于发掘年轻棋手，已培养出陈耀烨等人。